# Valleriite
La valleriite è un minerale.